# Synagogue Michkenot Israël
La synagogue Michkenot Israël, située 6 rue Jean-Nohain dans le 19e arrondissement de Paris, est une synagogue consistoriale de rite sfard.

## Historique
Dès le début du XXe siècle, de nombreux Juifs alsaciens et d'Europe centrale habitent le 19e arrondissement et les arrondissements alentour. Dans les années 1930, ils ont l’habitude de se réunir pour faire leur prière le chabbat initialement dans le gymnase de l’École Lucien-de-Hirsch, l’école juive la plus ancienne de France (créée en 1901) située près des Buttes Chaumont, puis ultérieurement dans d’autres écoles juives qui se sont ouvertes dans le quartier. Avec l'arrivée des Juifs en provenance d'Afrique du Nord, dans les années 1950 et 1960, un oratoire de rite séfarade est créé. Les juifs ashkénazes devenant assez nombreux au début des années 1990, ils décident de faire construire leur propre synagogue. Les séfarades quant à eux, rachètent une ancienne usine et la transforment en synagogue.
Afin de montrer que ces deux synagogues sont issues d'une même communauté mais avec des rites différents, la synagogue ashkénaze est nommée Michkenot Israël (les demeures d'Israël) et la séfarade Ohaley Yaacov (les tentes de Jacob). Ces deux noms sont tirés du même vers du livre des Nombres 24-5: « Qu’elles sont belles, tes tentes, ô Jacob ! Tes demeures, ô Israël !. »
La synagogue Michkenot Israël a été inaugurée en 1993 pour répondre aux besoins des 300 familles du quartier. Dès sa consécration, elle a accueilli le juge rabbinique (Av Beth din) Nissim Rebibo, et son rabbin est Michel Gugenheim, grand rabbin de Paris et ancien directeur du Séminaire israélite de France.

## Construction
La synagogue a été construite par le cabinet d'architectes Éric Dubosc et Marc Landowski, situé à Issy-les-Moulineaux. Dubosc est professeur de construction à l'École nationale supérieure d'architecture de Paris-La Villette et Landowski, professeur à l'École nationale supérieure d'architecture de Bordeaux. Tous les deux sont spécialistes des constructions métalliques et ont écrit de nombreux articles sur cette technique. La synagogue, de conception très moderne est réalisée en structure acier. Comme le mentionnent les architectes:  « L'édifice est situé dans un terrain malaisé, au fond d'une impasse...La réalisation nécessite de recourir aux astuces que permet la structure en acier et les enveloppes composites légères. Les grands volumes ainsi dégagés font oublier l'exiguïté complexe du terrain. »

## Architecture
Le bâtiment de la synagogue de surface déployée de 2 000 m2 présente sur la rue, une façade rectangulaire surmontée d'un fronton semi-circulaire, avec comme seule ornementation un jeu de bandes alternantes brillantes et mates. La partie rectangulaire de la façade est percée d'une fenêtre rectangulaire étroite, et le fronton d'un oculus. Sur la droite, le bâtiment d'un seul niveau surmonté d'une avancée en forme de tambour, laisse apercevoir deux autres frontons semi-circulaires, plus petits que le premier, avec chacun un oculus. Aucun signe ne permet de reconnaître une synagogue.
On pénètre, par une porte double située sur le bâtiment de droite, dans un vestibule qui permet d'accéder au hall de prières ainsi qu'aux escaliers desservant la galerie pour les femmes et aux locaux administratifs. Au rez-de-chaussée, le hall de prière est réservé aux hommes, tandis qu'une galerie en structure métallique est réservée aux femmes. La lumière extérieure pénètre amplement dans la salle par la fenêtre rectangulaire et par l'oculus situé sur la façade côté rue, mais aussi par une baie vitrée située au-dessus de l'Arche sainte et par des fenêtres situées à l'arrière aussi bien au rez-de-chaussée qu'au niveau de la galerie. Le plafond de la salle est demi-cylindrique, avec l'axe du cylindre dans le sens perpendiculaire à l'axe de la salle.
L'Arche sainte de forme moderne est en bois sculpté, de forme triangulaire, avec une large ouverture fermée par le parokhet, un rideau rouge cramoisi, donnant sur une armoire où sont conservés les Sifrei Torah.

## Galerie

L'intérieur de la synagogue avec l'Arche sainte.
L'Arche sainte.
L'intérieur de la synagogue.
L'intérieur de la synagogue ; la tribune des femmes.